# Provincie Parma
Parma (Provincia di Parma) je italská provincie v oblasti Emilia-Romagna. Sousedí na severu s provinciemi Cremona a Mantova, na východě s provincií Reggio Emilia, na jihu s provinciemi Massa-Carrara, La Spezia a Genova a na západě s provincií Piacenza.